# Pama (Groningue)
Pour les articles homonymes, voir Pama.
Pama est un hameau de la commune néerlandaise de Westerkwartier, situé dans la province de Groningue. 

## Géographie
Le hameau est situé entre Kommerzijl et Niehove. Il est formé de plusieurs fermes Oosterpama, Westerpama et Oudebosch, qui produit des fruits.

## Histoire
Aux XVe et XVIe siècles, la zone appartenait à la famille Pama, originaire de Grijpskerk.
Pama fait partie de la commune de Zuidhorn avant le 1er janvier 2019, date à laquelle celle-ci est rattachée à Westerkwartier.